# Coteaux-du-giennois
Le coteaux-du-giennois est un vin français d'appellation d'origine contrôlée produit de Gien à Cosne-Cours-sur-Loire, à la limite entre les départements du Loiret au nord et de la Nièvre au sud.
L'appellation, obtenue en 1998, se situe dans l'ancienne province de l'Orléanais, dans les régions naturelles du Giennois et de la Puisaye, à proximité des deux autres AOC viticoles du Loiret que sont les appellations orléans et orléans-cléry.

## Histoire
La viticulture est mentionnée dans le Giennois et le Sancerrois dès le Bas Moyen Âge (notamment dans les écrits de Grégoire de Tours au VIe siècle). La proximité avec plusieurs abbayes explique en partie son développement à partir du XIIe siècle : bénédictins de l'abbaye de Fleury à Saint-Benoît-sur-Loire et de l'abbaye de la Charité à La Charité-sur-Loire, ainsi que cisterciens de l'abbaye des Roches à Myennes. Elle fait partie du vignoble de l'Orléanais, qui fournit en vin la table royale et celles de l'aristocratie jusqu'au XVIe siècle.
Gien-le-Vieux est possession de l'abbaye de Fleury, Gien fait partie du domaine royal à partir du XIIIe siècle, tandis que Cosne est une possession seigneuriale de l'évêque d'Auxerre, qui y possède un château équipé de cuves construit au XIIIe siècle.
L'appellation est reconnue par l'INAO comme appellation d'origine contrôlée par le décret du 15 mai 1998. Le décret du 27 octobre 2009 augmente un peu les rendements.
La promotion est à la charge de l'Association viticole des coteaux du Giennois, basée à Saint-Père et fondée en 2007. Une association folklorique existe aussi, il s'agit de la « confrérie des Hotteux du Giennois ».

### Étymologie
Le nom de « Giennois » est formé à partir du nom de la petite ville de Gien, déformation de son ancien nom Giemus.

## Situation géographique

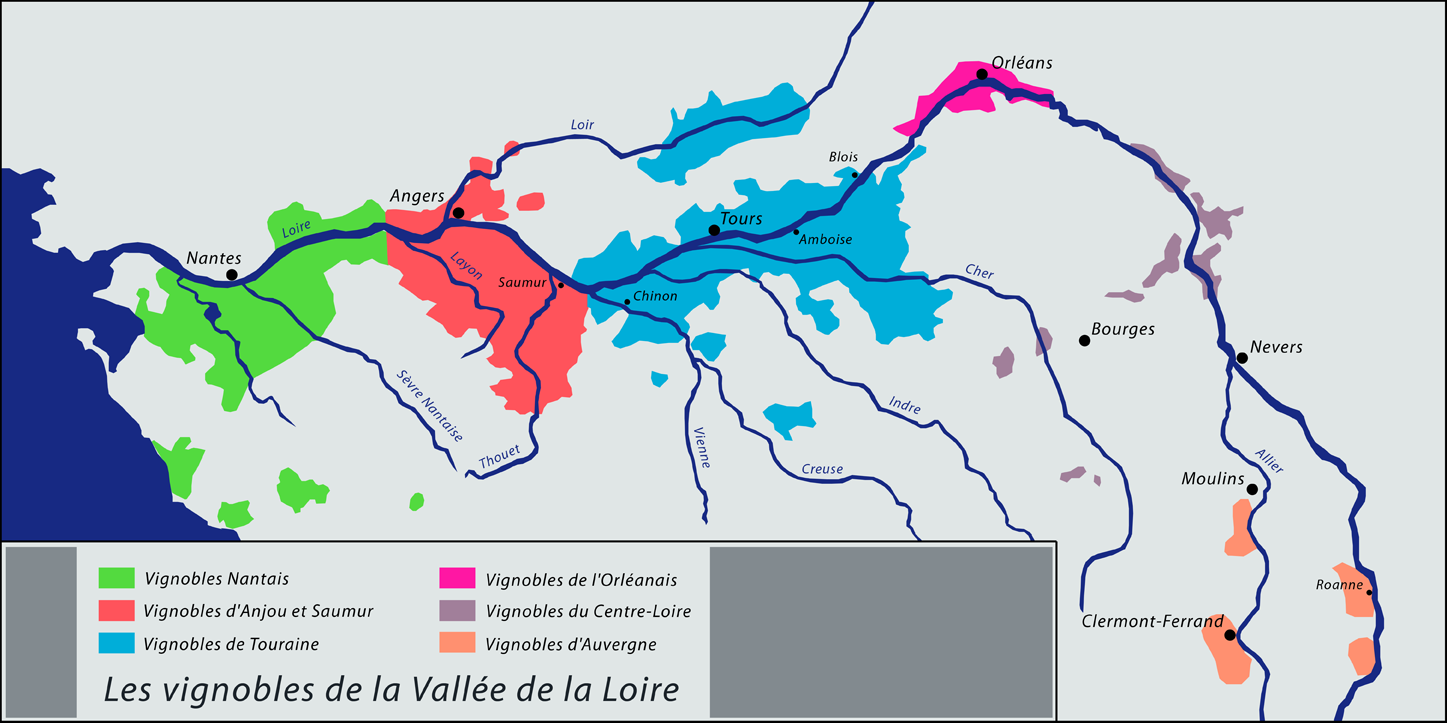
Carte du vignoble de la vallée de la Loire.

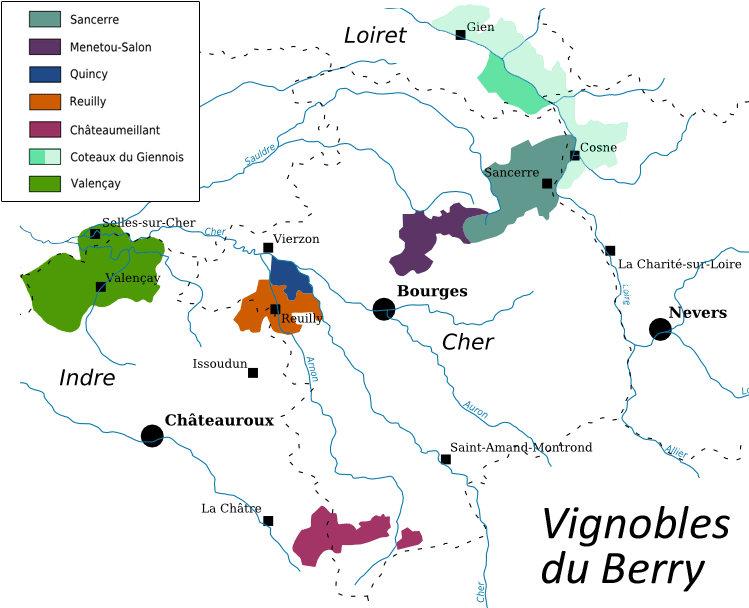
Carte des vignobles du Berry.

Le coteaux-du-giennois est produit en France, dans les régions Centre-Val de Loire et Bourgogne, plus précisément à la limite entre les départements de la Nièvre et du Loiret.

### Géologie et orographie
Le Giennois est un rebord de plateau se raccordant aux collines du Sancerrois, le tout correspondant à des roches du Crétacé au nord et du Jurassique au sud de l'aire d'appellation. Ces couches sont entaillées par la fosse tectonique de la Loire, qui a recouvert sa vallée mais aussi les plateaux d'alluvions descendues du Massif central pendant tout le Cénozoïque.
Les parcelles exploitées les plus au nord, sur la commune de Briare (près du hameau de La Thiau, en bordure de la route D 952), sont plantées au-dessus d'une couche de craie datant du Cénomanien (milieu du Crétacé).
À Myennes, les parcelles cultivées (au lieu-dit le Chétif Bois, en bordure de la tranchée de l'autoroute A 77) sont sur un lambeau de poudingue de Gien (équivalent au poudingue de Nemours) datant de l'Yprésien (Éocène inférieur). Cette formation d'origine fluviatile est composée de galets de silex roulés, de sables et d'argiles, le tout déposé par la paléo-Loire.
Enfin à l'est de Cosne-Cours-sur-Loire, sur la commune de Saint-Père, les vignes sont sur la formation des calcaires du Barrois datant du Tithonien et des marnes à Nanogyra virgula du Kimméridgien (on passe des uns aux autres progressivement), le tout recouvert de colluvions (argiles et galets de silex),.

### Climatologie
Le climat est tempéré océanique à influence continentale. 
La station météo la plus proche du vignoble est celle de Bricy située à 125 mètres d'altitude, à 14 km au nord-ouest d'Orléans :
| Mois                                 | Janv. | Fév. | Mars | Avr. | Mai  | Juin | Juil. | Août | Sept. | Oct. | Nov. | Déc. | Année |
| ------------------------------------ | ----- | ---- | ---- | ---- | ---- | ---- | ----- | ---- | ----- | ---- | ---- | ---- | ----- |
| Températures minimales moyennes (°C) | 0,3   | 0,8  | 2,2  | 4,3  | 7,8  | 10,7 | 12,6  | 12,3 | 10,3  | 7,3  | 3,3  | 1,1  | 6,1   |
| Températures moyennes (°C)           | 3,1   | 4,2  | 6,6  | 9,3  | 12,9 | 16,2 | 18,5  | 18,2 | 15,8  | 11,7 | 6,6  | 3,8  | 10,6  |
| Températures maximales moyennes (°C) | 5,9   | 7,6  | 10,9 | 14,3 | 18,1 | 21,6 | 24,4  | 24,0 | 21,2  | 16,2 | 9,9  | 6,5  | 15,1  |

| Mois                                   | Janv. | Fév. | Mars  | Avr.  | Mai   | Juin  | Juil. | Août | Sept. | Oct.  | Nov. | Déc. | Année  |
| -------------------------------------- | ----- | ---- | ----- | ----- | ----- | ----- | ----- | ---- | ----- | ----- | ---- | ---- | ------ |
| Cumuls mensuels de précipitations (mm) | 55,2  | 49,7 | 51,8  | 47,9  | 65,8  | 47,5  | 52,4  | 45,3 | 49,3  | 57,9  | 60,1 | 54,3 | 637,2  |
| Humidité relative (%)                  | 89    | 85   | 79    | 74    | 76    | 74    | 72    | 72   | 77    | 84    | 89   | 90   | 80     |
| Durée totale d'insolation (h)          | 58,5  | 85,2 | 134,7 | 176,6 | 206,7 | 230,4 | 252,2 | 225  | 180,3 | 129,5 | 74,6 | 50,7 | 1804,5 |

## Vignoble

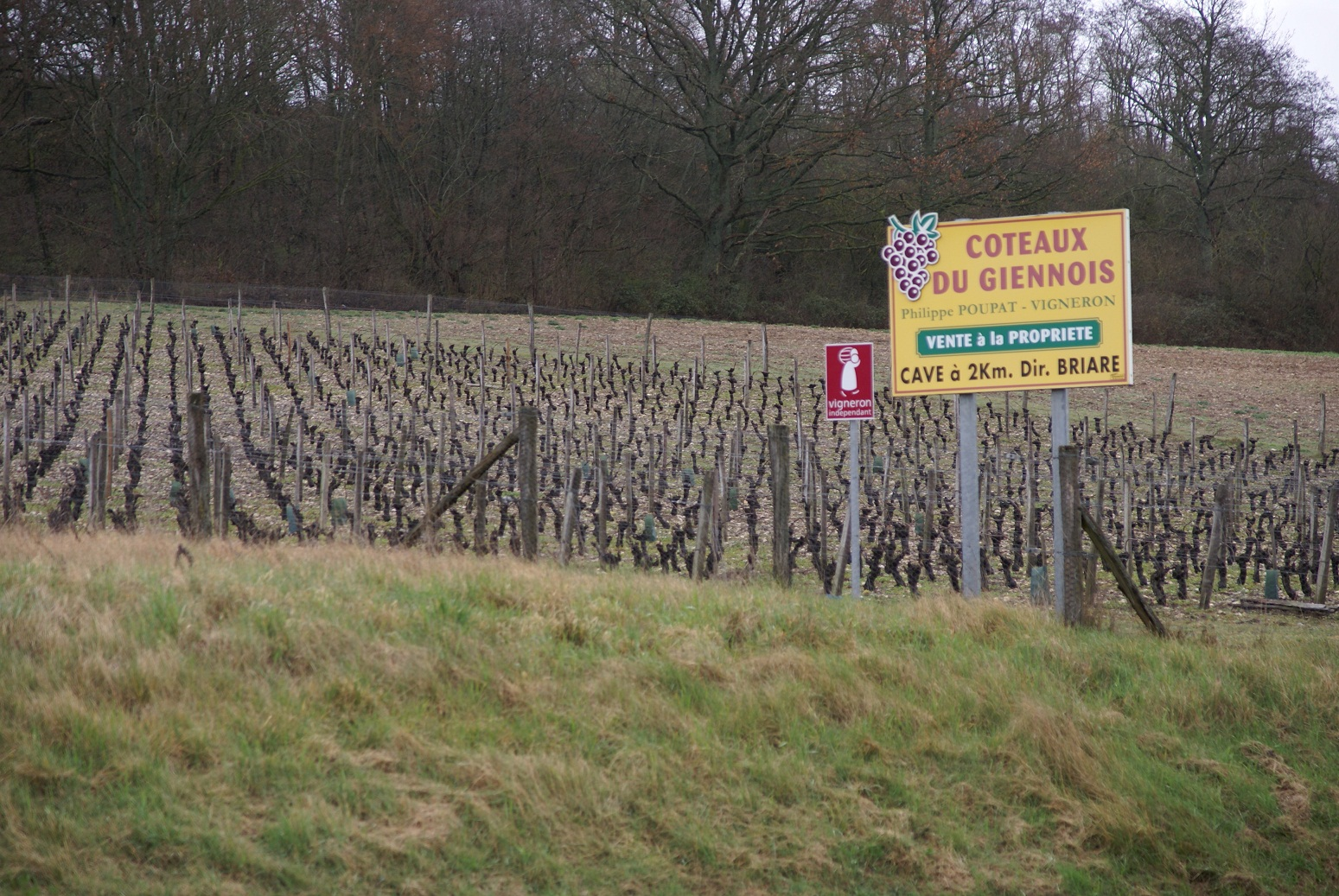
Vigne isolée entre Gien et Briare.

Le vignoble est situé sur les coteaux de la Loire de Gien au nord à Cosne-sur-Loire au sud, sur la rive droite (mis à part la commune de Beaulieu-sur-Loire, sur la rive gauche) le long de la nationale 7. Il couvre environ 130 hectares.

### Présentation
Le vignoble s'étend sur quatorze communes :
- dans le Loiret ce sont Beaulieu-sur-Loire, Bonny-sur-Loire, Gien, Briare-le-Canal, Ousson-sur-Loire et Thou ;
- dans la Nièvre ce sont La Celle-sur-Loire, Cosne-Cours-sur-Loire, Cours, Myennes, Neuvy-sur-Loire, Pougny, Saint-Loup et Saint-Père.

### Encépagement
Les cépages sont le sauvignon B pour le blanc, le pinot noir N et le gamay N pour les rouges ; les rosés sont obligatoirement faits par assemblage du pinot noir et du gamay.
La proportion de chacun des deux cépages noirs, le gamay N et le pinot noir N, ne peut être supérieure à 80 % de l'encépagement.
À titre transitoire, les parcelles plantées en cépage sauvignon gris G avant 1998 (date d'homologation du cahier des charges de l'appellation) continuent à bénéficier, pour leur récolte, du droit à l'appellation d'origine contrôlée jusqu'à leur arrachage.

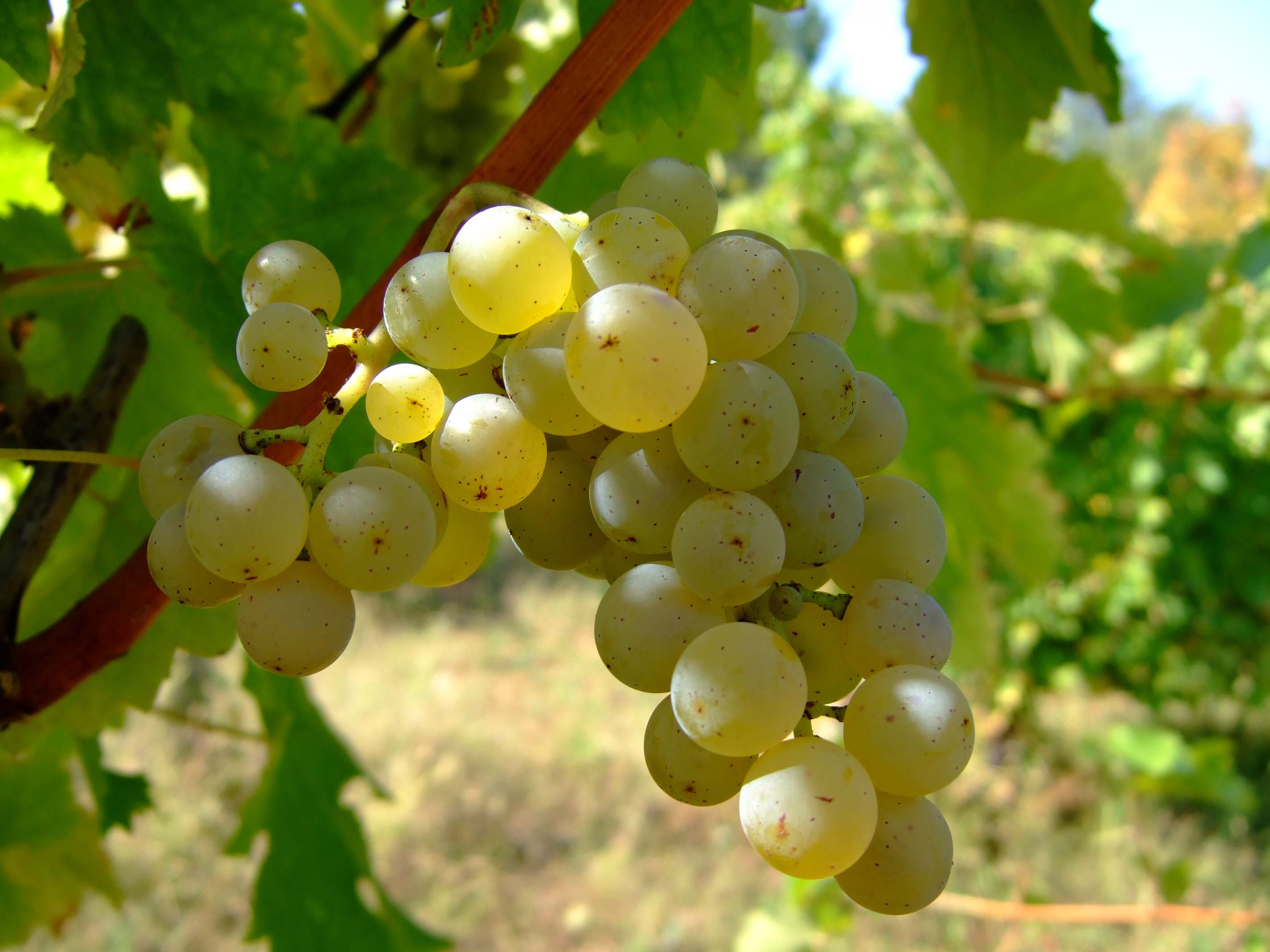
Grappe de sauvignon B.
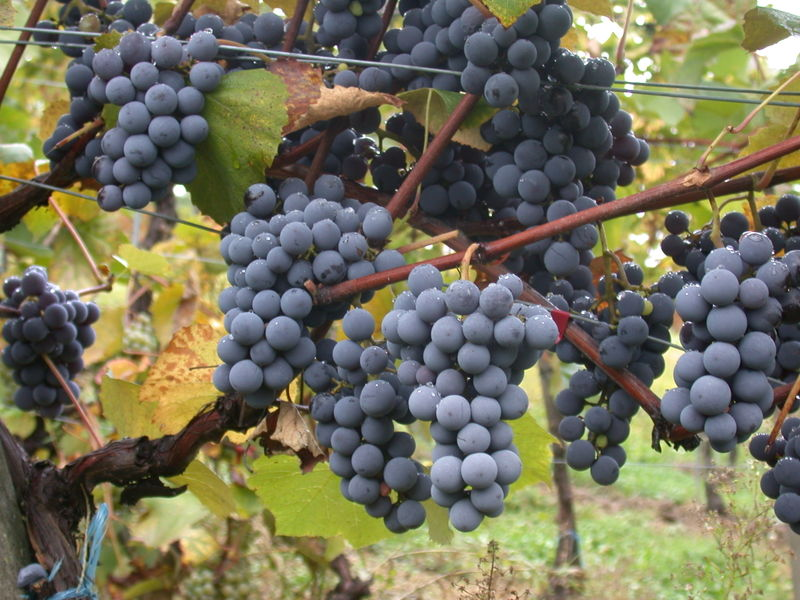
Grappes de gamay N.
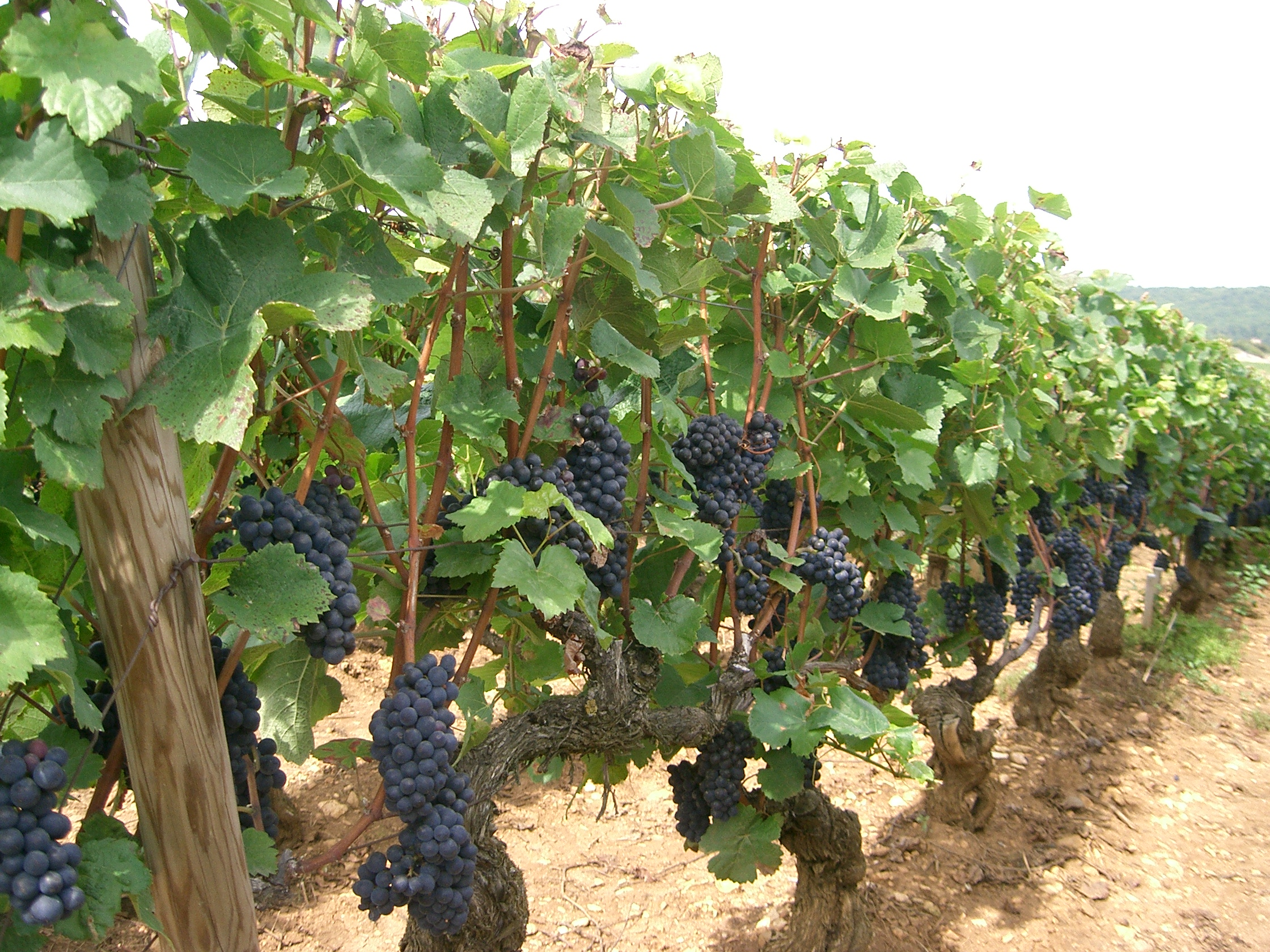
Rang de pinot noir N.

### Méthodes culturales

#### Travail manuel
Ce travail commence par la taille, soit en taille guyot simple (c'est le système le plus répandu dans l'appellation), avec un maximum de 10 yeux francs par pied (8 pour le gamay) dont 8 yeux francs maximum sur le long bois, et un ou deux coursons à 2 yeux francs maximum, soit en taille cordon de Royat, avec un maximum de 12 yeux francs par pied (10 pour le gamay), une charpente simple ou double, portant des coursons à 2 yeux francs maximum.
Le tirage des sarments suit la taille. Les sarments sont enlevés et peuvent être brûlés ou mis au milieu du rang pour être broyés. On passe ensuite aux réparations ou éventuellement des plantations de greffes. L'ébourgeonnage peut débuter dès que la vigne a commencé à pousser. Cette méthode permet, en partie, de réguler les rendements. Le relevage est pratiqué lorsque la vigne commence à avoir bien poussé. En général, deux à trois relevages sont pratiqués. Pour finir avec le travail manuel à la vigne, se réalise l'étape importante des vendanges.

#### Travail mécanique
L'enjambeur est d'une aide précieuse. Les différents travaux se composent du broyage des sarments ; de trou fait à la tarière, là où les pieds de vignes sont manquants ; de labourage ou « griffage », réalisé dans le but d'aérer les sols et de supprimer des mauvaises herbes ; de désherbage ; de plusieurs traitements des vignes, réalisés dans le but de les protéger contre certaines maladies cryptogamiques (dues à des champignons : mildiou, oïdium et pourriture grise) ; de plusieurs rognages consistant à « reciper » ou couper les branches de vignes (rameaux) qui dépassent du système de palissage ; des vendanges mécaniques se réalisant avec une machine à vendanger ou une tête de récolte montée sur un enjambeur.

### Rendements
Le rendement est limité à 59 hectolitres par hectare pour le vin rouge, 63 hectolitres par hectare en vin rosé et 65 hectolitres par hectare en vin blanc.
Le rendement butoir permet de monter jusqu'à 69 hectolitres par hectare en rouge ou rosé, et à 75 hectolitres par hectare en blanc.
Le rendement réel est de 38 hectolitres par hectare en moyenne pour 2009 et l'ensemble de l'appellation.

## Vins

### Vinification et élevage
Les vins rouges et rosés ne peuvent être issus d'un seul cépage, ce sont obligatoirement des assemblages de pinot noir N et de gamay N (au minimum 20 %).
Toute technique de thermotraitement de la vendange et la thermovinification sont interdites.
L'utilisation de morceaux de bois de chêne est interdite.

#### En rouge
La récolte des raisins se fait à maturité et de façon manuelle ou mécanique. La vendange manuelle est parfois triée, soit à la vigne soit à la cave avec une table de tri, ce qui permet d'enlever les grappes pourries ou insuffisamment mûres. La vendange manuelle est généralement éraflée puis mise en cuve.
Une macération pré-fermentaire à froid est quelquefois pratiquée. La fermentation alcoolique peut démarrer, le plus souvent après un levurage. Commence alors le travail d'extraction des polyphénols (tanins, anthocyanes) et autres éléments du raisin. L'extraction se faisait par pigeage, opération qui consiste à enfoncer le chapeau de marc dans le jus en fermentation. Plus couramment, l'extraction est conduite aussi par des remontages, opération qui consiste à pomper le jus depuis le bas de la cuve pour arroser le chapeau de marc et ainsi lessiver les composants qualitatifs du raisin.
Les températures de fermentation alcoolique peuvent être plus ou moins élevées, avec une moyenne générale de 28 à 35 °C au maximum de la fermentation. La chaptalisation est réalisée si le degré naturel est insuffisant : cette pratique est réglementée. À l'issue de la fermentation alcoolique suit l'opération de décuvage qui donne le vin de goutte et le vin de presse. La fermentation malolactique se déroule après mais est dépendante de la température. Le vin est soutiré et mis en fût ou cuve pour son élevage. L'élevage se poursuit jusqu'au 1er mars au plus tôt, puis le vin est collé, filtré et mis en bouteilles.

#### En rosé
La vendange est manuelle ou mécanique. Deux méthodes sont utilisées avec soit le pressurage (rosé de pressurage), soit une mise en cuve de la vendange pour un début de macération : c'est la saignée (rosé de saignée), effectuée avec le tirage du jus de la cuve. La fermentation alcoolique se passe en cuve comme pour le blanc avec suivi de température, chaptalisation, etc. La fermentation malolactique suit généralement. L'élevage se passe en cuve, parfois en fût. Enfin, le vin est filtré et mis en bouteille.

#### En blanc

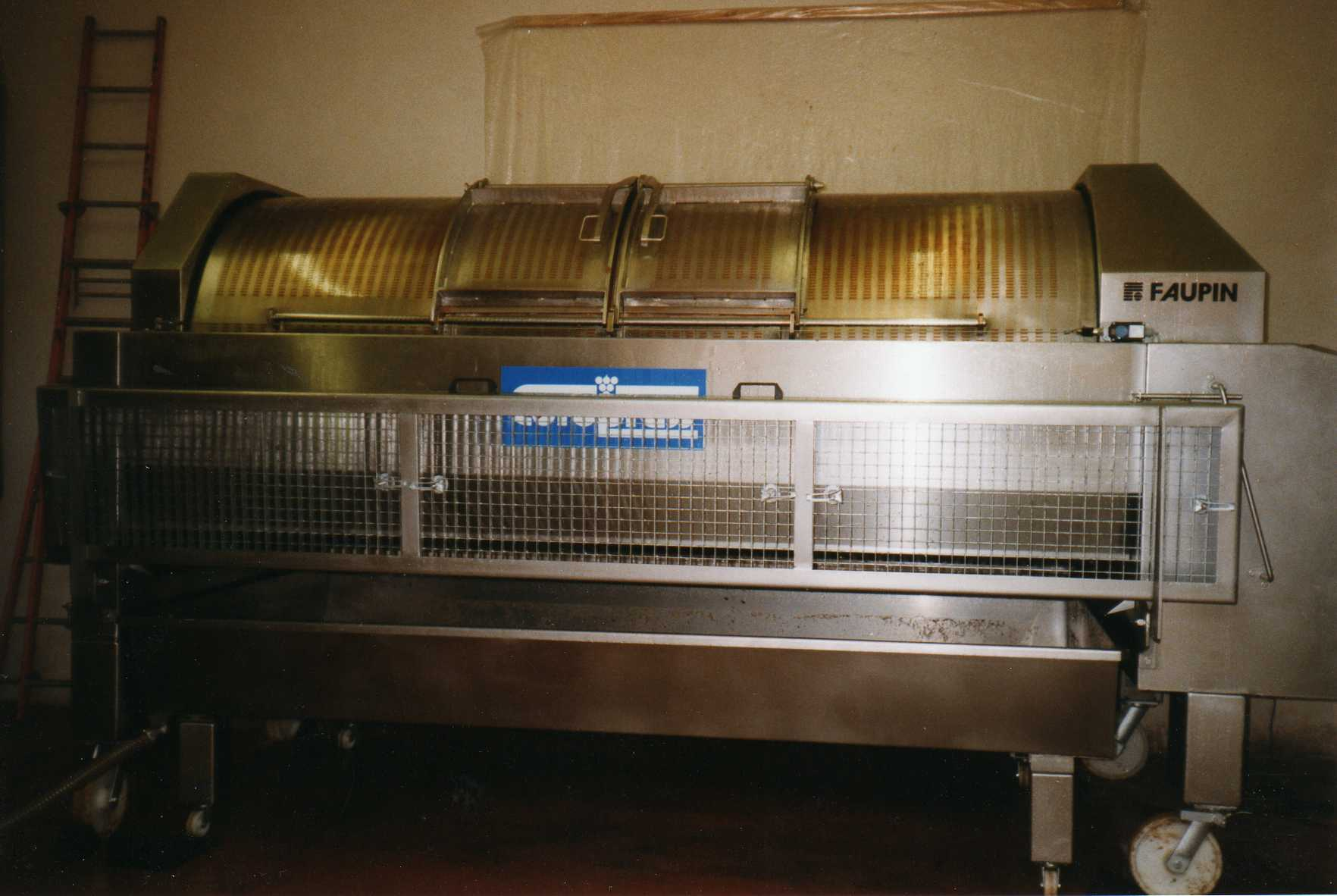
Pressoir pneumatique servant au pressurage.

Comme pour le rouge, la vendange est manuelle ou mécanique et peut être triée. Les raisins sont ensuite transférés dans un pressoir pour le pressurage. Une fois le moût en cuve, le débourbage est pratiqué généralement après un enzymage. À ce stade, une stabulation préfermentaire à froid (environ 10 à 12 degrés pendant plusieurs jours) peut être recherchée pour favoriser l'extraction des arômes. Mais le plus souvent, après 12 à 48 heures, le jus clair est soutiré et mis à fermenter. La fermentation alcoolique se déroule avec un suivi tout particulier pour les températures qui doivent rester à peu près stables (18 à 24 degrés Celsius). La chaptalisation est aussi pratiquée pour augmenter le titre alcoométrique volumique si nécessaire. La fermentation malolactique puis l'élevage sont réalisés en fûts ou en cuves. À la fin, la filtration du vin est pratiquée pour rendre les vins plus limpides. La mise en bouteille clôture l'opération.

### Gastronomie
Les coteaux-du-giennois blancs sont légers, exprimant des notes minérales et fruités.
Les rouges sont des vins légers, peu tanniques, fruités et friands dans leur jeunesse, d'une belle couleur rubis.
Les rosés expriment des arômes de fruits blancs et sont légèrement poivrés.

## Économie

### Structure des exploitations
L'appellation compte en 2005 49 viticulteurs et 55 vinificateurs.
La vinification est assurée par 46 exploitations particulières (de petites tailles), 2 caves coopératives (qui regroupent quelques producteurs qui leur confient leurs récoltes) et 7 négociants.

### Commercialisation
La commercialisation de l'appellation se fait directement chez les viticulteurs, dont les ventes sont complétées par les foires, cafés, hôtels, restaurants et supermarchés locaux. Cette appellation est également présente à l'export dans plus d'une dizaine de pays. 